# Орден Исмаила
Орден Исмаила (араб. نيشان إسماعيل‎) — государственная награда Королевства Египет.

## История
Орден был учреждён 14 апреля 1915 года султаном Египта Хусейном Камилем в честь хедива Египта Исмаила-паши. Орден вручался за гражданские заслуги и заслуги перед троном.
В 1922 и 1926 годах статут ордена пересматривался.
В 1953 году с объявлением Египта республикой орден в числе других королевских наград был отменён.

## Положение
Орден предназначен для награждения за выдающиеся заслуги перед нацией.
Орден имел четыре класса:
- Большая лента
- Гранд-офицер
- Командор
- Офицер

## Описание

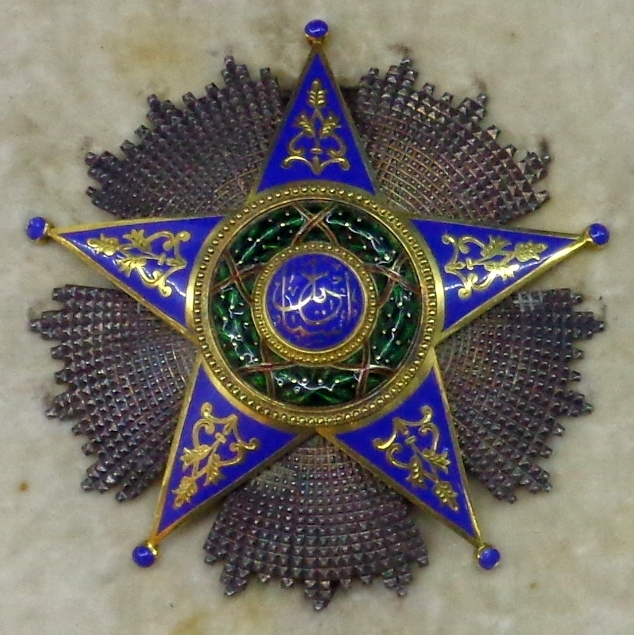
Звезда ордена

Знак ордена – золотая пятиконечная звезда покрытая эмалью синего цвета с шариками на концах такой же эмали. Поверх эмали золотой растительный орнамент. В центре звезды круглый золотой медальон с каймой. В медальоне на синем фоне золотая арабская вязь. Кайма содержит лавровый венок зелёной эмали перевитый в пяти местах лентой красной эмали. Знак при помощи переходного звена в виде золотой королевской короны крепится к орденской ленте.
Звезда ордена аналогична знаку, но большего размера и с сияющими штралами между лучей звезды.
 Лента ордена шёлковая муаровая тёмно-синего цвета с широкими красными полосками по краям.